# 산탄젤로알레스카
산탄젤로알레스카(이탈리아어: Sant'Angelo all'Esca)는 이탈리아 캄파니아주 아벨리노도의 코무네다.